# Kazimierz Sokołowski
Kazimierz Sokołowski, né le 26 mars 1908 à Lemberg (en royaume de Galicie et de Lodomérie) et mort le 3 juillet 1998 à Tarnów, est un joueur polonais de hockey sur glace.

## Biographie

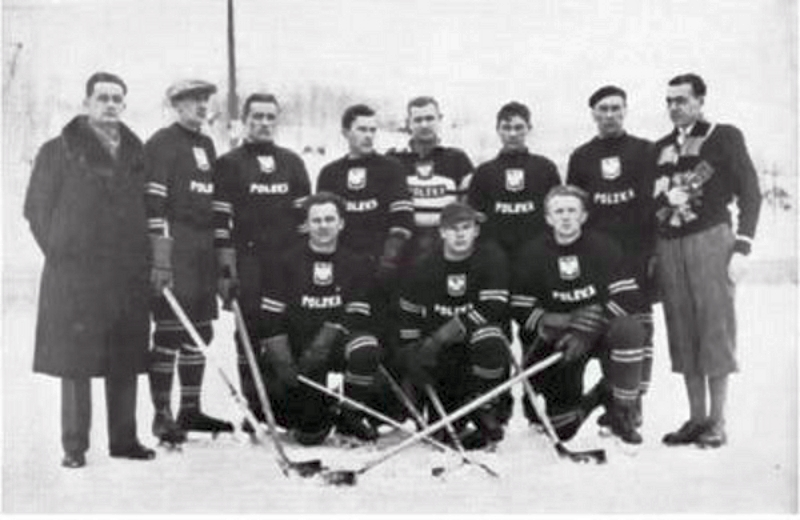
Équipe polonaise aux JO de 1932.

Il participe aux épreuves de Hockey sur glace aux Jeux olympiques de 1932 et de 1936. 
Il prend part également à cinq Championnats du monde de hockey sur glace (1930, 1931, 1933, 1935, et 1947). 